# Фуркево, Раймон де Руе
Раймон де Беккариа де Павия де Руе, барон де Фуркево (фр. Raymond de Beccaria de Pavie de Rouer, baron de Fourquevaux; ок. 1508 — июль 1574, Нарбонн), сеньор де Дамьяк, де Вильнуветт — французский военный и государственный деятель, дипломат и писатель.

## Происхождение
Происходил из павийского рода Беккариа, в период борьбы гвельфов и гибеллинов некоторое время правившего Павией. Его прапрадед Ланселот Павийский перебрался во Францию при Карле VII и поселился в Лионне, где женился на N де Руе, или де Руайе (de Rouer, или de Royers).
Дед, Жан Павийский, сеньор де Ла-Саль де Кенсьё в диоцезе Лиона, сын Симона Павийского, служил в Лангедоке, и в 1466 году был назначен Людовиком XI на должность советника Тулузского парламента. В 1495 году был одним из трёх кандидатов, предложенных Карлу VIII на пост президента парламента. Король выбрал Жана Сарра. Жан Павийский оспаривал это назначение, и парламент, в знак признания заслуг, позволил ему носить президентское облачение. Был женат на Жанне д’Изальгьер, дочери Жана д’Изальгьера и Катрин де Пардайян, и в 1498 году получил от шурина баронию Фуркево (в Верхней Гаронне).

## Карьера
Обучался в Тулузе. В 1527 году присоединился у войскам маршала де Лотрека, отправившегося в Италию выручать папу Климента VII, осаждённого имперцами. Был ранен при осаде Павии; в следующем году участвовал в осаде Неаполя, провел год в испанском плену. В 1530 году вернулся в Тулузу, где продолжил занятия. С началом новой войны присоединился к легионам Франциска I, в качестве «шефа или капитана тысячи человек» служил при завоевании Савойи в 1535—1536, обороне Фоссано в 1536, и путешествии дофина в Пьемонт. Был отправлен под Пиньероль, но 16 ноября 1537 года война закончилась перемирием.
Вернувшись в Тулузу, использовал приобретенный на войне опыт для составления «Инструкций по военному делу», изданных в 1548 году в Париже под именем Гийома дю Белле. Это сочинение несколько раз переиздавалось под названием «Трактат о военной науке» и было переведено на итальянский Мамбрино Розео.
После возобновления войны в 1542 году выступил с тысячей человек из Тулузы на помощь Каркассону, которому, по слухам, угрожали испанцы. Не обнаружив противника, Фуркево вторгся в Руссильон и разграбил Ампурдан. Во время осады Перпиньяна снова был послан дофином тревожить тылы испанцев «за горы к Пюисерде».
19 июля 1547 году получил роту в Гиенском легионе, в следующем году направлен Генрихом II послом в Шотландию с заданием доставить подкрепления Марии де Гиз и обеспечить защиту замка Юм. Храбро оборонял это место до прибытия Поля де Терма и Жана де Монлюка (брата Блеза де Монлюка), после чего в 1549 отправился послом в Ирландию, с целью установления франко-ирландского союза.
24 марта 1550 был заключен Булонский мир с Англией, и вскоре Фуркево, находившийся в Пьемонте в армии маршала де Бриссака, был назначен военным губернатором Нарбонна. В период войны семьи Фарнезе с папой Юлием III и имперцами в 1551 году вместе с сеньором де Сансаком руководил 11-месячной обороной Мирандолы от имперских войск. В 1552 году назначен штатным хлебодаром короля, комиссаром при Оттавио Фарнезе в Мирандоле и Парме и управляющим финансами в Италии.
Состоял в переписке с генералом де Термом, готовившим к обороне Сиену, перешедшую под покровительство Франции; в 1554 году был послан с подкреплением на помощь Пьеро Строцци, оборонявшему город. Командовал арьергардом армии из 3 тыс. граубюнденцев и 500 сиенцев при отступлении от Марчано и в битве при Сканагалло, где принял на себя удар вражеского авангарда, и после упорного сопротивления был вынужден сдаться. Во Франции распространился слух о его смерти, и жена барона умерла от горя, будучи не в силах пережить это печальное известие. Провел 13 месяцев в плену во Флоренции, после чего вернулся в Париж.
В 1556 был направлен с новой миссией к герцогу Пармскому, которого император пытался оторвать от союза с Францией.
11 июня 1557 снова назначен военным губернатором Нарбонна; сохранял этот пост до начала правления Карла IX.
С началом первой религиозной войны удерживал гугенотов на расстоянии от Нарбонна, участвовал в «Освобождении Тулузы» от протестантов 11 мая, и победе, одержанной над ними Гийомом де Жуайёзом при Сен-Жилле в октябре. В течение этого кровавого года приложил значительные усилия для усмирения Лангедока.
28 февраля 1563 был пожалован в рыцари ордена Святого Михаила, получив цепь в кафедральном соборе Сент-Этьена из рук кардинала Арманьяка, архиепископа Тулузского.
2 марта 1563 был одним из главных учредителей ассоциации для защиты религии.
В июле 1565 года назначен послом в Испанию. Занимался урегулированием вопросов, связанных с уничтожением испанцами французской колонии во Флориде, претензиями из-за франко-турецкого союза, началом волнений в Нидерландах и переброской крупных испанских контингентов из Италии через Савойю и Франш-Конте в 1567 году. Находился в дружеских отношениях с королевой Елизаветой Французской, которая 3 февраля 1567 вместе с испанским инфантом была восприемницей при крещении его сына.
Провел переговоры о браке Карла IX с Елизаветой Австрийской. Переговоры о браке португальского короля Себастьяна с Маргаритой де Валуа были неудачными. 31 октября 1571 по собственному прошению был отозван из Испании. Назначенный главой и сюринтендантом дома короля Наваррского, он, вероятно, исполнял эту должность лишь проездом из Испании, если вообще посетил наваррский двор. 29 марта 1572 ему в качестве посла были адресованы последние письма из Парижа, а в октябре того же года он снова находился в Нарбонне, в третий раз получив там должность военного губернатора. Написал мемуары о своем испанском посольстве.
Умер на этом посту в разгар новой гражданской войны, последовавшей за резней Святого Варфоломея, после почти 50 лет, проведенных на службе пяти королям. Был штатным дворянином Палаты короля и членом тайного королевского совета.

## Семья
1-я жена (контракт 23.02.1534) : Анна д’Антикамарета (ум. 1554), дочь Антуана д’Антикамареты, сеньора де Вильнёв и де Лубан, и Эмберты де Лотрек
Дети:
- Эмберта де Руе, аббатиса Эскасса
- Эсперанса де Руе. Муж: Клеман де Ла Рокбуйяк, сеньор де Мариньяк в Руерге

2-я жена (13.03.1558): Маргарита де ла Жюжи, дочь Жака де ла Жюжи, графа де Рьё в Лангедоке, и Антуанетты д’Орезон
Дети:
- Клод де Руе (1562—2.02.1582), барон де Фуркево. Дворянин Палаты короля. По словам Брантома, подавал большие надежды, но был убит на дуэли в Фонтенбло
- Франсуа II де Руе (1563—6.03.1611), барон де Фуркево. Жена: Маргарита де Шомей

## Издания
- Instructions sur le faict de la guerre, extraictes des livres de Polybe, Frontin, Végèce, Cornazan, Machiavel et plusieurs autres bons auteurs. — P.: Michel Vascosan, 1548 gallica.bnf.fr. 2ème éd. 1553
- Discipline militaire de Messire Guillaume du Bellay, seigneur de Langey, chevalier de  l'ordre & lieutenant general de roy à Turin, comprise en trois livres. — Lyon: Benoist Rigaud, 1592
- Tre libri della disciplina militare, tradotti nella lingua italiana. — Venetia: Michele Tramezzino, 1550
- Della Disciplina militare di M. de Langé libri III, tradotti dalla lingua francese nella italiana, da Mambrino Roseo. — Venetia: gli heredi di G. M. Bonelli, 1571, in-8
- The Instructions Sur Le Faict de la Guerre of Raymond de Beccarie de Pavie Sieur de Fourquevaux / ed. Gladys Dickinson. — University of London: Athlone Press, 1954 (reéd. 1592)